# Крупье (фильм)
Крупье (англ. Croupier) — британский неонуар 1998 года, снятый Майком Ходжесом, с Клайвом Оуэном в главной роли. Фильм получил положительные отзывы критиков и стал первым крупным успехом в актёрской карьере Оуэна. Характерная особенность фильма — внутренние монологи главного героя в стиле классического нуара.

## Сюжет
Джек Манфред (Клайв Оуэн) — начинающий писатель. Чтобы свести концы с концами, он нехотя устраивается на работу в казино (опыт в этой сфере у него имеется). Собеседование на должность крупье организовал его отец, который врёт сыну о своих успехах в бизнесе.
Джек погружается в мир казино, и работа постепенно подчиняет себе его жизнь. Он вскоре обнаруживает, что строгие правила для сотрудников, о которых ему на собеседовании сообщил управляющий, нарушаются на каждом шагу. И вскоре сам начинает их нарушать: выпивает с Мэттом (Пол Рейнольдс) — крупье, про которого он знает, что тот нечист на руку; спит с крупье Бэллой (Кейт Харди), что также запрещено правилами. Его отношения с подругой, Мэрион (Джина Макки), начинают ухудшаться, ей не нравится его новый роман о холодном, бесчувственном крупье, которому нравится видеть, как проигрывают игроки, — в этом персонаже легко угадывается сам Джек. Разрыв с Мэрион происходит после внезапного визита Бэллы, которая обвиняет Джека в том, что тот подстроил её увольнение, попутно сообщая Мэрион о том, что Джек переспал с ней.
Одна из завсегдатаев игрального зала, Яни (Алекс Кингстон), пытается подружиться с Джеком — это ещё одно серьёзное нарушение правил заведения. Джек видит её синяки и забинтованную руку. Яни признаётся, что её побили кредиторы, которым она много задолжала. Она просит Джека быть сообщником при запланированном её знакомыми ограблении казино. Всё, что ему нужно сделать — поднять тревогу, когда некий игрок начнёт жульничать за его столом. Джек сначала отказывается, но при следующей встрече с Яни всё же соглашается и принимает аванс в 10 тысяч фунтов стерлингов — ещё столько же он получит в конце, если всё пройдёт успешно. При этом Джек замечает, что никаких следов травм на Яни уже нет — следовательно, они были фальшивыми.
Мэрион примиряется с Джеком и возвращается к нему, но вскоре обнаруживает деньги и понимает, что тот вовлечён во что-то преступное. Она пытается сорвать преступление. В ночь ограбления Джек, как и задумано, поднимает тревогу, подставной шулер жестоко избивает его, пока сообщники пытаются похитить деньги. Однако налётчики терпят неудачу. Мэрион навещает Джека в больнице, он узнаёт, что ограбление сорвала она.
В одну из ночей Джек слышит стук в дверь. Он полагает, что это грабители, которые потребуют возврата денег. Вместо этого на пороге стоит полицейский, который сообщает ему, что Мэрион убита.
Спустя некоторое время Джек заканчивает свою книгу и публикует её анонимно. Книга становится бестселлером, но Джек ничего не меняет в своей жизни, продолжает работать крупье и жить в своей подвальной квартире, даже не покупает новую машину, как планировал.
Однажды звонит телефон: это Яни, она поздравляет Джека с тем, как он сыграл свою роль в попытке ограбления; из разговора следует, что, несмотря на неудачу, она довольна результатом. Затем она передаёт трубку своему жениху, которым оказывается отец Джека. Джек понимает, что его устройство на работу было частью сложного преступного плана. Джек ошеломлён, но тем не менее принимает это с юмором. В это время из спальни выходит Бэлла и целует его.

## В ролях
- Клайв Оуэн — Джек Манфред
- Кейт Харди — Бэлла
- Алекс Кингстон — Яни де Вильерс
- Джина Макки — Мэрион Нелл
- Николас Болл — отец Джека
- Александер Мортон — Дэвид Рейнольдс
- Ник Рединг — Джайлс Креморн
- Пол Рейнольдс — Мэтт
- Барнаби Кэй — дилер автомобилей

## Критика
Фильм получил положительную критику, особенно была отмечена роль Оуэна. На агрегаторе рецензий Rotten Tomatoes на основании 59 отзывов фильм имеет рейтинг 95 %, со средним рейтингом 7,6 из 10. На Metacritic на основе 28 рецензий фильм имеет средневзвешенный балл 75 из 100.
Кинокритик Роджер Эберт дал фильму 3 звезды из 4, отметив, что суть фильма не в сюжете, а в атмосфере и персонажах. Он также похвалил реалистичное изображение самого казино. Стивен Холден в The New York Times назвал фильм «легким размышлением о жизни как об азартной игре».